# Costanza Falconieri
Costanza Falconieri (Roma, 1764 circa – ...) è stata una nobildonna italiana.

## Biografia
Nacque dal marchese Mario Falconieri e da Giulia Mellini (ove la sua famiglia si estinse). Sposò nella Cappella Sistina Luigi Braschi-Onesti, nipote di Papa Pio VI, presso il quale serviva come segretario Vincenzo Monti. Il poeta ravennate dedicò diverse liriche alla signora Falconieri, nonché chiamò sua figlia Costanza in suo onore. Il matrimonio tra Falconieri e il conte Braschi fu tra i più importanti dell'epoca: il poeta Lorenzo Barotti dedicò loro due canti. Le nozze furono inoltre decantate da Michelangelo Barbiellini e da Claudio Tedeschi. Dall'unione nacquero due figli: Pio, capitano coadiutore della guardia nobile Pontificia, e Giulia, che sposò il conte Bonaccorso Bonaccorsi.
Donna Costanza godette del lusso riservato all'élite dell'Urbe. Per volere di Pio VI, i Braschi erano soliti ricevere nella loro residenza la nobiltà romana, politici di alto rango e tutto il Sacro Collegio dei cardinali e dei prelati. Inoltre venivano serviti dei rinfreschi nel Caffeaus dei giardini del Quirinale o del Vaticano. In occasione di un banchetto con il re di Svezia, donna Costanza ebbe l'idea di servire il dessert non più su piatti d'argento o di bronzo dorato, ma su un trionfo di pietre legate in oro eseguito dallo scultore Luigi Valadier.
Il 16 marzo 1798 fu arrestata, in quanto suo marito fu ritenuto responsabile della rivolta di Città di Castello a favore della Repubblica. La data di morte è sconosciuta.